# Высова-Здруй
Высо́ва-Здруй, до 2003 года — Высова, (пол.  Wysowa-Zdrój, русин. Высова) — село в Польше, находящееся на территории гмины Усце-Горлицке Горлицкого повета Малопольского воеводства. Крупнейший туристический и бальнеологический центр в Низких Бескидах. Село известно своими минеральными водами.

## Фотографии
- Польская православная церковь - (Православие в Польше)
- Польская православная церковь
- Монастырь - Православная церковь

## География
Село располагается в долине реки Ропа в самой высокой части горной системы Низкие Бескиды. в 11 км от административного центра Усце-Горлицке, 25 км от города Горлице и 114 км от Кракова. Территория Высовы-Здруя находится в зоне горного климата и характеризуется высокой долей лесной площади, составляя около 20 квадратных километров, что составляет примерно 7 % гмины Усце-Горлицке. Около 20 километров на восток от села находится граница со Словакией.

## История
Село было основано во второй половине XIV века. До акции «Висла» (1947 г.) в селе проживали лемки. Во время этой операции жители села были переселены на западные территории Польши. В настоящее время большинство населения составляют поляки.
В 1975—1998 года село входило в Новосонченское воеводство.

## Социальная структура
- В селе находятся минеральные источники под названиями «Александра», «Иосиф I», к которым возможен бесплатный доступ. Источники «Генрик», «Францишек», «Иосиф II», «Слоне» и «Анна» являются платными. В селе производится минеральная вода «Wysowianka».
- Село имеет автобусное сообщение с городами Горлице, Новы-Сонч, Краков и Жешув. Ближайшая железнодорожная станция находится в Грыбуве на расстоянии 28 километров.
- В селе находятся многочисленные частные пансионаты и гостиницы.

## Туризм
Через село проходят следующие туристические маршруты:
- Пешие маршруты:
  - «Путь деревянной архитектуры»;
  - Высова-Здруй — Блехнарка — Высовский перевал (610 метров) — Регетовский перевал (646 метров) — Регетув;
  - Ропки — Гута-Высовска — Высова-Здруй — Регетовский перевал — Явожина-Конечнянска (881 метров) — Конечна;
  - Ляцкова (997 метров) — Остры-Верх (938 метров) — Высова-Здруй — Козе-Жебро (847 метров) — Сквиртне;
  - Блехнарка — Воинское захоронение времён Первой мировой войны.
- Велосипедные маршруты:
  - Высова-Здруй — Гутнянский перевал — Ропки — Перевал «Липка» — Чертыжне — Избы — Белична — Перевал «Перегиба» — Ропки — Ханьчова — Высова-Здруй (27, 5 километров);
  - Высова-Здруй — Ханьчова — Сквиртне — Регетув-Нижны — Регетув-Выжны — Блехнарка — Высова-Здруй (26,5 километра);
  - Высовский перевал — Блехнарка — Высова-Здруй — Ханьчова — Снетница — Брунары.

## Достопримечательности
- Католическая Церковь Успения Пресвятой Девы Марии;
- Православная Церковь святого Михаила Архангела, датируемая 1779 годом. Памятник Малопольского воеводства;
- Православный монастырь Покрова Пресвятой Богородицы.

## Источник
- Wysowa/ Słownik geograficzny Królestwa Polskiego i innych krajów słowiańskich, XIV, 1895.